# Trần Văn Chương
Trần Văn Chương (1898 – 1986) là một luật sư Việt Nam, người từng giữ chức Bộ trưởng Bộ Ngoại giao thời kỳ Đế quốc Việt Nam, rồi Bộ trưởng Bộ Kinh tế của Việt Nam Cộng hòa thời Đệ Nhất Cộng hòa trước khi được bổ nhiệm là đại sứ tại Mỹ. Ông là anh của Ngoại trưởng Trần Văn Đỗ và là cha của Đệ Nhất Phu nhân thời Đệ Nhất Cộng hòa Việt Nam, Trần Lệ Xuân.

## Thân thế
Ông quê ở Nam Kỳ, con của tổng đốc Nam Định Trần Văn Thông và là cháu gọi Bùi Quang Chiêu là cậu. Ông từng sang Pháp học đỗ bằng luật sư (1922) rồi về hành nghề tại Bạc Liêu. Ông là người Việt đầu tiên đậu bằng tiến sĩ Luật của Pháp năm 1922. Có một thời ông còn làm luật sư Tòa Thượng thẩm Hà Nội.
Theo Trịnh Văn Phú, khi Đảng Cộng sản Đông Dương phát động Phong trào đấu tranh Dân chủ, Trần Văn Chương từng nhận lời bào chữa cho nhóm làm báo Le Travail (tờ báo hoạt động công khai của Đảng Cộng sản Đông Dương).

## Sự nghiệp chính trị
Trần Văn Chương xuất hiện trên chính trường khi ông được bổ làm Bộ trưởng Bộ Ngoại giao của Đế quốc Việt Nam trong chính phủ Trần Trọng Kim năm 1945. Năm 1955 ông được phái làm đại sứ Việt Nam Cộng hòa tại Mỹ dưới thời Đệ Nhất Cộng hòa. Ngày 22 tháng 8 năm 1963 ông từ chức đại sứ để phản đối chính sách nhiều người cho là ưu đãi đạo Thiên Chúa giáo La Mã của Tổng thống Ngô Đình Diệm.

## Gia đình
Bà Trần Văn Chương, nhũ danh Thân Thị Nam Trân (1910-1986) là cháu ngoại của vua Đồng Khánh, từng là quan sát viên thường trực tại Liên Hợp Quốc. Bà là con gái thượng thư Bộ Binh Thân Trọng Huề.
Ông bà Trần Văn Chương có ba người con: Trần Lệ Chi, Trần Lệ Xuân và Trần Văn Khiêm.
1. Trần Lệ Chi lấy luật sư Nguyễn Hữu Châu, từng là Bộ trưởng Bộ Nội vụ kiêm Bộ trưởng Phủ Tổng thống (1956). Sau bà ly dị Nguyễn Hữu Châu và lấy Etienne Oggeri sang sống ở Hoa Kỳ. Oggeri là tác giả cuốn sách săn bắn I Killed for a Living.[7]
2. Trần Lệ Xuân lấy Ngô Đình Nhu, cố vấn của Tổng thống Ngô Đình Diệm.
3. Trần Văn Khiêm, trước có vợ người Đức[8]

## Bị sát hại
Hai ông bà Trần Văn Chương bị giết chết trong căn nhà của họ tại Hoa Kỳ ngày 26 tháng 7 năm 1986. Trần Văn Khiêm, bị cảnh sát Mỹ bắt giữ và buộc tội ông là thủ phạm. Nhưng sau đó toà án Mỹ tha ông Khiêm với lý do bị bệnh tâm thần và trục xuất Khiêm sang Pháp.